# Caroline van der Plas

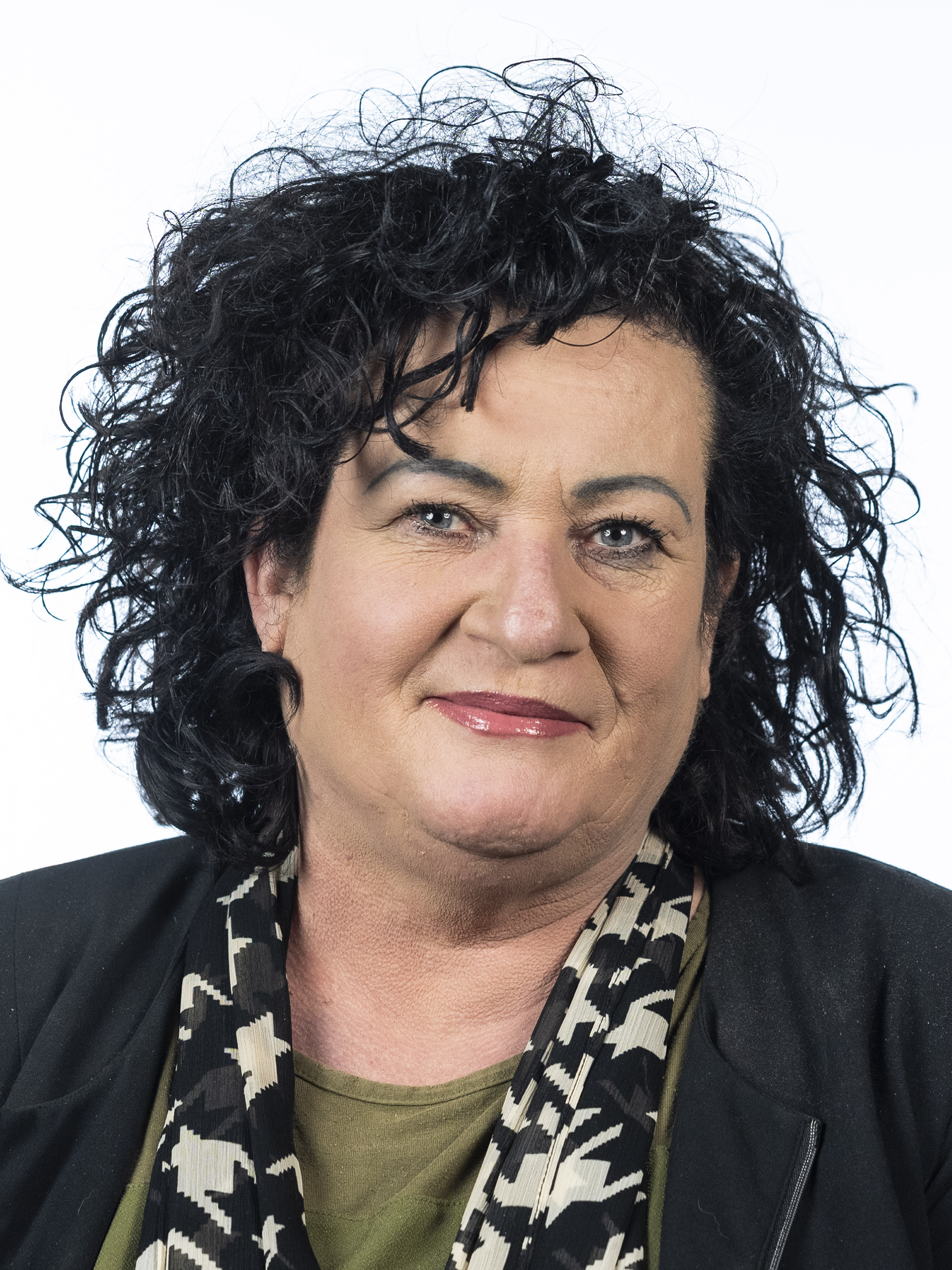

Carolina Ann Maria (Caroline) van der Plas (6 de Junho de 1967) é uma jornalista e política holandesa que serve como membro da Câmara dos Representantes dos Países Baixos desde 2021. Ex-integrante do Apelo Democrata-Cristão (CDA), do qual saiu em 2019, ela é a fundadora e actual líder partidária do Movimento Agricultor-Cidadão (BBB).

## Biografia

### Início da vida e carreira
Van der Plas nasceu no dia 6 de Junho de 1967 em Cuijk, filha de pai holandês e mãe irlandesa. O seu pai, Wil van der Plas (1937–2014), era um jornalista desportivo e trabalhava para o jornal regional Deventer Dagblad. A sua mãe, Nuala Fitzpatrick, é uma política aposentada do Apelo Democrata-Cristão (CDA), que serviu como vereadora no executivo municipal de Deventer.
Van der Plas começou a sua carreira como jornalista, cobrindo a indústria da carne para a Reed Business. Mais tarde, mudar-se-ia para as comunicações, fornecendo apoio às associações de trabalhadores agrícolas e à Associação Holandesa de Criadores de Suínos.

### Carreira política
Originalmente membro do CDA, Van der Plas deixou o partido logo após as eleições provinciais de 2019. Durante a sua filiação, ela frequentemente criticou o partido por não fazer o suficiente para representar os interesses do sector agrícola. Em resposta aos protestos generalizados de agricultores que ocorreram na Holanda em Outubro de 2019, ela fundou o Movimento Agricultor-Cidadão (BBB).
A 17 de Outubro de 2020, Van der Plas foi escolhida por unanimidade como líder partidário do BBB. A sua campanha para as eleições gerais de 2021 concentrou-se em questões importantes para os eleitores rurais e agrários, incluindo promessas de um "Ministério do Campo" localizado a pelo menos 100 quilómetros de Haia e a remoção da proibição de neonicotinoides. O partido conquistou uma cadeira na Câmara dos Deputados, e Van der Plas foi empossada a 31 de Março de 2021.

## Vida pessoal
Van der Plas mora em Deventer e tem dois filhos. O seu marido, Jan Gruben, morreu em 2019 devido a um cancro do pâncreas.